# Molvena kebeae
Molvena kebeae là một loài bướm đêm trong họ Noctuidae.